# Александру Матею
Александру Матею (рум. Alexandru Mateiu, нар. 10 грудня 1989, Брашов) — румунський футболіст, півзахисник клубу «КС Університатя». Виступав також за клуб «Брашов», а також національну збірну Румунії. Дворазовий володар Кубка Румунії.

## Клубна кар'єра
Александру Матею народився 1989 року в місті Брашов, та є вихованцем футбольної школи місцевого клубу «Брашов». З 2007 року Матею дебютував у основній команді клубу, в якій грав до 2017 року, взявши участь у 88 матчах чемпіонату.
З 2017 року Александру Матею став гравцем клубу «КС Університатя». Станом на середину 2023 року футболіст відіграв за крайовську команду 254 матчі в національному чемпіонаті. У складі команди Матею двічі ставав володарем Кубка Румунії.

## Виступи за збірну
У 2013—2014 роках Александру Матею залучався до складу національної збірної Румунії, у національній команді зіграв у 2 товариських матчах.

## Титули і досягнення
- Володар Кубка Румунії (2):

«КС Університатя»: 2017–2018, 2020–2021
- Володар Суперкубка Румунії (1):

«КС Університатя»: 2021